# Campionati europei di ciclismo su pista 2018 - Americana maschile
L'americana maschile ai Campionati europei di ciclismo su pista 2018 si è svolta il 6 agosto 2018 presso la Commonwealth Arena and Sir Chris Hoy Velodrome di Glasgow, nel Regno Unito.

## Podio
| Pos.    | Atleta                     | Nazionalità   |
| ------- | -------------------------- | ------------- |
| Oro     | Robbe Ghys Kenny De Ketele | Belgio        |
| Argento | Theo Reinhardt Roger Kluge | Germania      |
| Bronzo  | Oliver Wood Ethan Hayter   | Gran Bretagna |

## Risultati

### Qualifiche

#### Prima batteria
100 giri (25 km) con sprint intermedi con punti ogni 10 giri, vengono esclusi dalla finale gli ultimi 2 team
| Posizione | Atleti                         | Nazione     | Punti giri | Punti sprint | Totale | Note |
| --------- | ------------------------------ | ----------- | ---------- | ------------ | ------ | ---- |
| 1         | Albert Torres Sebastián Mora   | Spagna      |            | 24           | 24     | Q    |
| 2         | Felix English Mark Downey      | Irlanda     |            | 19           | 19     | Q    |
| 3         | Morgan Kneisky Benjamin Thomas | Francia     |            | 17           | 17     | Q    |
| 4         | Raman Tsishkou Jaŭheni Karalëk | Bielorussia |            | 16           | 16     | Q    |
| 5         | Robbe Ghys Kenny De Ketele     | Belgio      |            | 15           | 15     | Q    |
| 6         | Ivo Oliveira Rui Oliveira      | Portogallo  |            | 13           | 13     | Q    |
| 7         | Roman Gladysh Vitaliy Hryniv   | Ucraina     |            | 8            | 8      | Q    |
| 8         | Théry Schir Tristan Marguet    | Svizzera    |            | 8            | 8      |      |
| DNF       | Jan Kraus Denis Rugovac        | Rep. Ceca   | –40        | 0            | -40    |      |

#### Seconda batteria
100 giri (25 km) con sprint intermedi con punti ogni 10 giri, vengono esclusi dalla finale gli ultimi 2 team
| Posizione | Atleti                                    | Nazione       | Punti giri | Punti sprint | Totale | Note |
| --------- | ----------------------------------------- | ------------- | ---------- | ------------ | ------ | ---- |
| 1         | Oliver Wood Ethan Hayter                  | Gran Bretagna |            | 20           | 20     | Q    |
| 2         | Wojciech Pszczolarski Daniel Staniszewski | Polonia       |            | 18           | 18     | Q    |
| 3         | Francesco Lamon Michele Scartezzini       | Italia        |            | 12           | 12     | Q    |
| 4         | Artur Eršov Maxim Piskunov                | Russia        |            | 12           | 12     | Q    |
| 5         | Casper von Folsach Oliver Frederiksen     | Danimarca     |            | 11           | 11     | Q    |
| 6         | Theo Reinhardt Roger Kluge                | Germania      |            | 9            | 9      | Q    |
| 7         | Roy Pieters Wim Stroetinga                | Paesi Bassi   |            | 5            | 5      | Q    |
| 8         | Andreas Müller Andreas Graf               | Austria       | –20        | 21           | 1      | Q    |
| 9         | Christos Volikakis Zafeiris Volikakis     | Grecia        | –20        | 12           | -8     |      |
| DNF       | Andrej Strmiska Filip Taragel             | Slovacchia    | –40        | 0            | –40    |      |

### Finale
200 giri (50 km) con sprint intermedi con punti ogni 10 giri
| Posizione | Atleti                                    | Nazione       | Punti giri | Punti sprint | Totale |
| --------- | ----------------------------------------- | ------------- | ---------- | ------------ | ------ |
| 1         | Robbe Ghys Kenny De Ketele                | Belgio        | 20         | 40           | 60     |
| 2         | Theo Reinhardt Roger Kluge                | Germania      | 20         | 29           | 49     |
| 3         | Oliver Wood Ethan Hayter                  | Gran Bretagna |            | 38           | 38     |
| 4         | Albert Torres Sebastián Mora              | Spagna        |            | 33           | 33     |
| 5         | Morgan Kneisky Benjamin Thomas            | Francia       |            | 20           | 20     |
| 6         | Wojciech Pszczolarski Daniel Staniszewski | Polonia       |            | 6            | 6      |
| 7         | Francesco Lamon Michele Scartezzini       | Italia        |            | 5            | 5      |
| 8         | Andreas Müller Andreas Graf               | Austria       |            | 5            | 5      |
| 9         | Casper von Folsach Oliver Frederiksen     | Danimarca     |            | 4            | 4      |
| 10        | Raman Tsishkou Jaŭheni Karalëk            | Bielorussia   | –20        | 20           | 0      |
| 11        | Felix English Mark Downey                 | Irlanda       | –20        | 18           | -2     |
| 12        | Ivo Oliveira Rui Oliveira                 | Portogallo    | –20        | 8            | -12    |
| 13        | Roman Gladysh Vitaliy Hryniv              | Ucraina       | –20        | 3            | -17    |
| 14        | Artur Eršov Maxim Piskunov                | Russia        | –20        | 1            | -19    |
| DNF       | Roy Pieters Wim Stroetinga                | Paesi Bassi   |            |              |        |

- DNF = prova non completata